# Deepflow
Deepflow (딥플로우?), pseudonimo di Ryu Sang-gu (류상구?, Ryu Sang-guLR, Ryu SangkuMR; 2 agosto 1984), è un rapper sudcoreano.

## Biografia
Deepflow ha ottenuto il suo primo ingresso nella Gaon Chart col secondo disco Heavy Deep, finito al 22º posto. È stato premiato con due Korean Music Awards, uno per il musicista dell'anno e l'altro per la miglior canzone hip hop.

## Discografia

### Album in studio
- 2007 – Vismajor
- 2011 – Heavy Deep
- 2015 – Yanghwa
- 2020 – Founder

### EP
- 2023 – Occam's Razor (con JJK)

### Singoli
- 2010 – Robbin' Hood (con Bill Stax)
- 2012 – Realize (feat. Ven)
- 2014 – Deadline (feat. Ven)
- 2015 – Lookin' Good
- 2016 – Riverside North Road
- 2016 – Prime Time
- 2017 – Sofa (feat. Sumin & Nucksal)
- 2019 – 36 Dangers
- 2022 – 25h Service (con From All to Human feat. TK)